# Co na to Češi
Co na to Češi je česká televizní soutěž, premiérově vysílaná mezi lety 2016–2021. Jedná se o převzatý koncept amerického televizního pořadu Family Feud. Pořad nahradila v roce 2021 televizní soutěž Na lovu.

## Vysílání
Pořad byl vysílán každý všední podvečer od 17.30 na TV Nova. Moderátorem soutěže byl Tomáš Matonoha.

## Princip hry
Soutěž se skládá z 5 základních soutěžích kol a následného finále. V každém díle mezi sebou soutěží 2 týmy, z nichž každý je složen z 5 členů. Každá otázka je kladena 100 respondentům. Tým pořadu následně odpovědi zpracuje, a tím získá finální data, která putují do soutěže. Každá odpověď respondenta je potenciální jeden bod pro soutěžící.

### Základní kola
V každém kole vyzve moderátor z obou týmů jednoho soutěžícího a položí jednu soutěžní otázku. Ten soutěžící, který se přihlásí první, jako první odpovídá. Trefí-li nejčastější odpověď (tzv. „top“ – odpověď, kterou zodpovědělo nejvíce respondentů), má tým strategickou možnost rozhodnout se, zda otázku chce, nebo ne. V případě, že soutěžící netrefí „top“, dostává šanci druhý soutěžící. Pokud ten trefí „top“ nebo v tabulce výše postavenou odpověď než první soutěžící, možnost rozhodnutí získává jeho tým. Následně moderátor klade soutěžícím v týmu stále stejnou otázku. Pokud se tým třikrát v odpovědích zmýlí, dostává šanci odpovědět a zároveň získat veškeré body kola druhý tým.
Třetí a čtvrté kolo je nazváno „dvojitá šance“, počet bodů z těchto kol je zdvojnásoben. Poslední, páté kolo je „trojitá šance“, počet bodů je tedy ztrojnásoben.
Vítězem základního kola je ten tým, který získá za 5 kol více bodů. Tento tým zároveň postupuje do další epizody pořadu.

### Finále
Tým, který v základních kolech zvítězí, vyšle do finále 2 své zástupce. Úkolem prvního soutěžícího je odpovědět na 5 položených otázek během 20 sekund. Následně druhý soutěžící odpoví na pět totožných otázek, ovšem s tím rozdílem, že na odpovědi má 25 sekund. Zároveň se ale jeho odpovědi nesmí shodovat s odpověďmi prvního soutěžícího. Na takovou shodu je soutěžící režií ihned upozorněn zvukovým signálem a následně má možnost svou odpověď změnit.
Pokud se týmu podaří získat 200 a více bodů, získává 50 000 Kč. Pokud se týmu popáté podaří získat 200 a více bodů, tak získává celkem 300 000 Kč.

## Speciální díly
Bylo natočeno i několik speciálních dílů
- Shrek (kapitán Jiří Zonyga) versus Fiona (kapitánka Ivana Jirešová) (účinkovali herci z muzikálu Shrek)
- Ulice versus Ordinace
- Lucie Borhyová (LuckyBe) versus Rey Koranteng (Vrtule)

| Epizoda | Tým 1                                                                              | Tým 2                                                                             | Vítězný tým | Premiéra       |
| ------- | ---------------------------------------------------------------------------------- | --------------------------------------------------------------------------------- | ----------- | -------------- |
| 1       | Jiří Zonyga Ondřej Bábor Felicita Prokešová Radim Zuzana Holbeinová                | Ivana Jirešová Lukáš Jindra Kateřina Kroupová Klára Jelínková Filip Hořejš        | Fiona       | 16. dubna 2018 |
| 2       | Adrian Jastraban Ljuba Krbová Jaroslava Obermaierová Lucie Juřičková Tomáš Dastlík | Zlata Adamovská Patrik Děrgel Mahulena Bočanová Michaela Badinková Pavel Řezníček | Ulice       | 2. dubna 2021  |
| 3       | Lucie Borhyová Karel Laco Alena Borhyová Milan Peroutka                            | Rey Koranteng Ladislav Vízek Ivan Berka Pavel Svoboda Martin Šonka                | Vrtule      | 5. dubna 2021  |